# Рапсодія
Рапсодія — інструментальний твір, вид музичної фантазії на народні теми.
Це слово має тисячолітню історію. У Стародавній Греції на святкових бенкетах і змаганнях мандрівні співці-рапсоди, наслідуючи приклад легендарного Гомера, співуче декламували довгі, але дуже захоплюючі поеми.
Грецький термін «рапсод» означає «той, хто складає пісню». Першим рапсодом був великий Гомер, і, відповідно, глави його безсмертних поем — рапсодіями, які він, а за ним й інші співаки виконували, акомпануючи собі на кіфарі або лірі. Усі діти повинні були знати твір який він написав, який називається «Іліада Гомера».
Пройшли тисячі років, і композитори вирішили скористатися давньогрецьким винаходом, розуміючи його як народну епічну пісню. Перші сучасні музичні рапсодії з'явилися на початку XIX століття. Своєю назвою вони ніби говорили слухачам: «зараз ви почуєте справжню поему, яка одними звуками, без допомоги слів, повідає захоплюючу історію». Отже, нові рапсодії складалися не для співу, а для окремих інструментів та оркестру. У сучасній професійній європейській музиці слово «рапсодія» означає великий одночастинний твір, в якому звучать різні народні мелодії.
Кожен, хто знайомий з цим музичним жанром, насамперед пов'язує його з ім'ям Ференца Ліста. Його знамениті «Угорські рапсодії» — натхненні музичні розповіді про батьківщину великого композитора, про історію та народ Угорщини. «Угорські рапсодії» Ліста написані у вільній формі і є фантазіями на народні теми.
Але рапсодії складав не тільки Ференц Ліст. Великою популярністю користуються «Рапсодії» Йоганнеса Брамса, «Слов'янські рапсодії» Антоніна Дворжака, «Іспанська рапсодія» Моріса Равеля. Російський композитор Сергій Рахманінов склав рапсодію для фортепіано з оркестром не так на народні теми, а за мотивами одного з творів композитора-скрипаля Нікколо Паганіні. Вона так і називається: «Рапсодія на тему Паганіні».